# Tragulus kanchil
El ciervo ratón menor o kanchil (Tragulus kanchil) es una especie de mamífero artiodáctilo de la familia de los tragúlidos. Es uno de los ungulados más pequeños conocidos, con un tamaño adulto de unos 45 cm y una masa corporal < 2,2 kg.
Sus grandes ojos y su nariz pequeña le otorgan aspecto de roedor, de ahí el nombre. El pelaje es principalmente de color marrón rojizo, con marcas blancas en el cuello, y las partes inferiores son pálidas. Las patas son delicadas y esbeltas, el cuerpo arqueado y la cola generalmente hundida debajo de los cuartos posteriores. Carecen de cuernos o astas, pero en los machos, los colmillos superiores sobresalen y se curvan hacia atrás.
Los machos tienen pequeños caninos que sobresalen y, bajo la barbilla, una glándula intramandibular hinchada que se utiliza para marcar territorialmente y en el comportamiento reproductivo. Las hembras también poseen esa glándula, pero está mucho menos hinchada y es difícil de discernir en las fotografías.

## Distribución
El ciervo ratón pequeño o kanchil (Tragulus kanchil) es una especie de mamífero artiodáctilo que habita en Indochina, Birmania, Brunéi, Camboya, China, Indonesia (Kalimantan, Sumatra, y otras islas menores), Laos, Malasia (Malasia peninsular, Sarawak y otras islas), Singapur, Tailandia y Vietnam. Es el ungulado más pequeño que se conoce, con ejemplares adultos que miden alrededor de 45 cm de largo y 2 kg de peso. Se encuentra amenazado a causa de la depredación por parte de perros.

## Taxonomía
Nombre común: ciervo ratón pequeño
Especie: Tragulus javanicus
Familia: Tragulidae
Orden: Cetartiodactyla
Clase: Mammalia
La taxonomía del venado ratón del sudeste asiático ( Tragulus ) es compleja, y después de unos 120 años de revisiones taxonómicas considerables del género todavía falta una clave clara para la determinación de especies y subespecies. Mediante el análisis craneométrico de 338 cráneos de Tragulus y algún estudio de los patrones de coloración del pelaje hemos llegado a una mejor comprensión de la taxonomía del ratón-ciervo. Nuestros resultados muestran que existen tres grupos de especies: el T . javanicus -grupo, el T . grupo napu y T . versicolor. Dentro de la T. javanicus -grupo reconocemos tres especies: T .javanicus (de Java), T . williamsoni (del norte de Tailandia y posiblemente del sur de China) y T . kanchil (del resto de la gama), y dentro de estas especies reconocemos provisionalmente 16 subespecies. Dentro de la T. napu -grupo reconocemos dos especies: T . nigricanos (de Balabac), y T . napu (del resto de la gama); dentro de estas especies reconocemos provisionalmente ocho subespecies. T. versicolorde Nhatrang, en el sureste de Vietnam, es diferente de los dos grupos anteriores

## Reproducción
Forman parejas monógamas. El macho marca su territorio en la hembra con la secreción de una glándula que tienen en la mandíbula. Las crías nacen completamente formadas y activas, y se ponen de pie a la media hora de vida. Las crías maduran sexualmente a los 5 meses. Su período de gestación es de 140-155 días. Normalmente tienen una cría por gestación aunque las hembras pueden volver a aparearse 48 horas después del parto, por lo que tienen varias crías al año.
Lo primero es que aunque muchos nacimientos se producen en mayo, noviembre o diciembre, las hembras pueden reproducirse durante todo el año (Kusuda et al).

## Comportamiento

### Ciclo del sueño
El patrón de sueño y la actividad circadiana del venado ratón (Tragulus kanchil) es representativo del grupo basal (Tragulidae) de ungulados uniformes que evolucionaron hace entre 40 y 50 millones de años. Los estudios comparativos del sueño son un enfoque para entender los determinantes ambientales y evolutivos del sueño. Se cree que las principales características del sueño en el venado ratón están determinadas en gran medida por factores ecológicos, tales como la temperatura ambiental y la depredación, así como el tamaño y la fisiología del venado ratón.
Se ha visto que duermen en una postura acercada o de pie. La cantidad total de sueño de onda lenta (SWS o movimiento ocular no rápido, sueño NREM) y especialmente el sueño paradójico (PS o sueño de movimiento ocular rápido, sueño REM) es relativamente pequeña en comparación con la mayoría de otras especies de mamíferos. El sueño REM se caracteriza por atonía muscular o hipotonía bien delimitada, activación de EEG, así como REMs, La prevalencia del sueño de movimiento ocular no rápido (NREM) con los dos ojos abiertos en el venado ratón sugiere que el procesamiento visual puede ser posible durante el sueño NREM.
El patrón de sueño del venado-ratón parece estar adaptado a las condiciones ambientales del bosque tropical. Teniendo en cuenta que los depredadores de un bosque tropical pueden estar activos en distintos momentos del día, la actividad crepuscular de los ciervos ratones menores puede ser una estrategia para maximizar la actividad durante los períodos más cómodos términos de temperatura. También se cree que tienen un sueño polifásico, así como una disminución del grado de ciclicidad en forma de episodios alternativos de ondas lentas de sueño (SWS) y REM que hacen que tengan comportamiento plástico en función de las condiciones externas (por ejemplo , el modo de actividad de los depredadores).

## Dieta
Son herbívoros primitivos. Principalmente se alimentan de frutos, hojas y bayas.

## Consecuencias ambientales
Debido a la rápida urbanización, explotación forestal y expansión agrícola, la fragmentación de los bosques está afectando negativamente a las poblaciones de vida salvaje autóctona de los trópicos.

## Cuento popular
En un folclore de Indonesia y de Malasia, el venado ratón Sangre Kancil es un astuto engañador parecido a Br'er Rabbit de los cuentos del Tío Remus, incluso comparte algunos argumentos de la historia, como cuando ambos engañan a los enemigos simulando que están muertos o inanimados, o perder una carrera ante oponentes más lentos.